# Association Internationale d’Études Patristiques
Die Association Internationale d’Études Patristiques – International Association for Patristic Studies (AIEP – IAPS) wurde 1965 in Paris gegründet und ist seitdem die wichtigste Standesvertretung jener Wissenschaftler, die sich der Patristik, das heißt der Erforschung der Literatur der Kirchenväter und der Alten Kirche widmen. Sie fördert und vernetzt die patristische Forschung und bietet ein Forum für internationale Kontakte. Die Nationalkorrespondenten sammeln zu diesem Zweck von den zurzeit (2011) über 600 Mitgliedern und ihren Schülern und Mitarbeitern umfassende Daten über alle in ihrem jeweiligen Land laufenden patristischen Forschungsvorhaben und veröffentlichen diese Informationen regelmäßig gemeinsam im Bulletin und im Mitgliederverzeichnis der AIEP. Gegenwärtig ist die AIEP in etwa 20 Ländern institutionell vertreten.

## Liste der Präsidenten
- 1965–1971: Henri-Irénée Marrou
- 1971–1975: Henry Chadwick
- 1975–1978: Willem C. Van Unnik
- 1978–1983: Franco Bolgiani
- 1987–1991: Adolf Martin Ritter
- 1991–1995: Robert Austin Markus
- 1995–1999: Yves-Marie Duval
- 1999–2003: Angelo Di Berardino
- 2003–2007: Pauline Allen
- 2007–2011: Carol Harrison
- 2011–2019: Theodore de Bruyn
- seit 2019: Patricia Ciner